# Tomas Vasiliauskas
Tomas Vasiliauskas (* 28. November 1997) ist ein litauischer Leichtathlet, der sich auf den Hammerwurf spezialisiert hat.

## Sportliche Laufbahn
Erste internationale Erfahrungen sammelte Tomas Vasiliauskas beim Europäischen Olympischen Jugendfestival (EYOF) 2013 in Utrecht, bei dem er mit einer Weite von 66,43 m mit dem leichteren 5-kg-Hammer den fünften Platz belegte. Im Jahr darauf startete er bei den Olympischen Jugendspielen in Nanjing und gelangte dort mit 77,49 m auf Rang vier. 2015 schied er bei den Junioreneuropameisterschaften in Eskilstuna mit 65,78 m in der Qualifikationsrunde aus und im Jahr darauf verpasste er bei den U20-Weltmeisterschaften in Bydgoszcz mit 68,98 min ebenfalls den Finaleinzug. 2017 kam er bei den U23-Europameisterschaften in Bydgoszcz mit 58,52 min nicht über die Vorrunde hinaus und 2019 verpasste er bei den U23-Europameisterschaften in Gävle mit 62,59 m erneut den Finaleinzug. 2023 wurde er bei der 2. Liga der Team-Europameisterschaft im Rahmen der Europaspiele in Chorzów mit 68,73 m Achter und im August brachte er bei den World University Games in Chengdu keinen gültigen Versuch zustande.
In den Jahren 2018 und 2019 sowie von 2021 bis 2023 wurde Vasiliauskas litauischer Meister im Hammerwurf.